# Santo Tomé y Príncipe en los Juegos Olímpicos de Tokio 2020
Santo Tomé y Príncipe estuvo representado en los Juegos Olímpicos de Tokio 2020 por tres deportistas, dos hombres y una mujer, que compitieron en dos deportes.
Los portadores de la bandera en la ceremonia de apertura fueron el piragüista Buly Da Conceição Triste y la atleta D'Jamila Tavares. El equipo olímpico santotomense no obtuvo ninguna medalla en estos Juegos.